# Omosudis lowii
Omosudis lowii is een straalvinnige vissensoort uit de familie van hamerkaken (Omosudidae). De wetenschappelijke naam van de soort is voor het eerst geldig gepubliceerd in 1887 door Günther.